# Marca de bruja

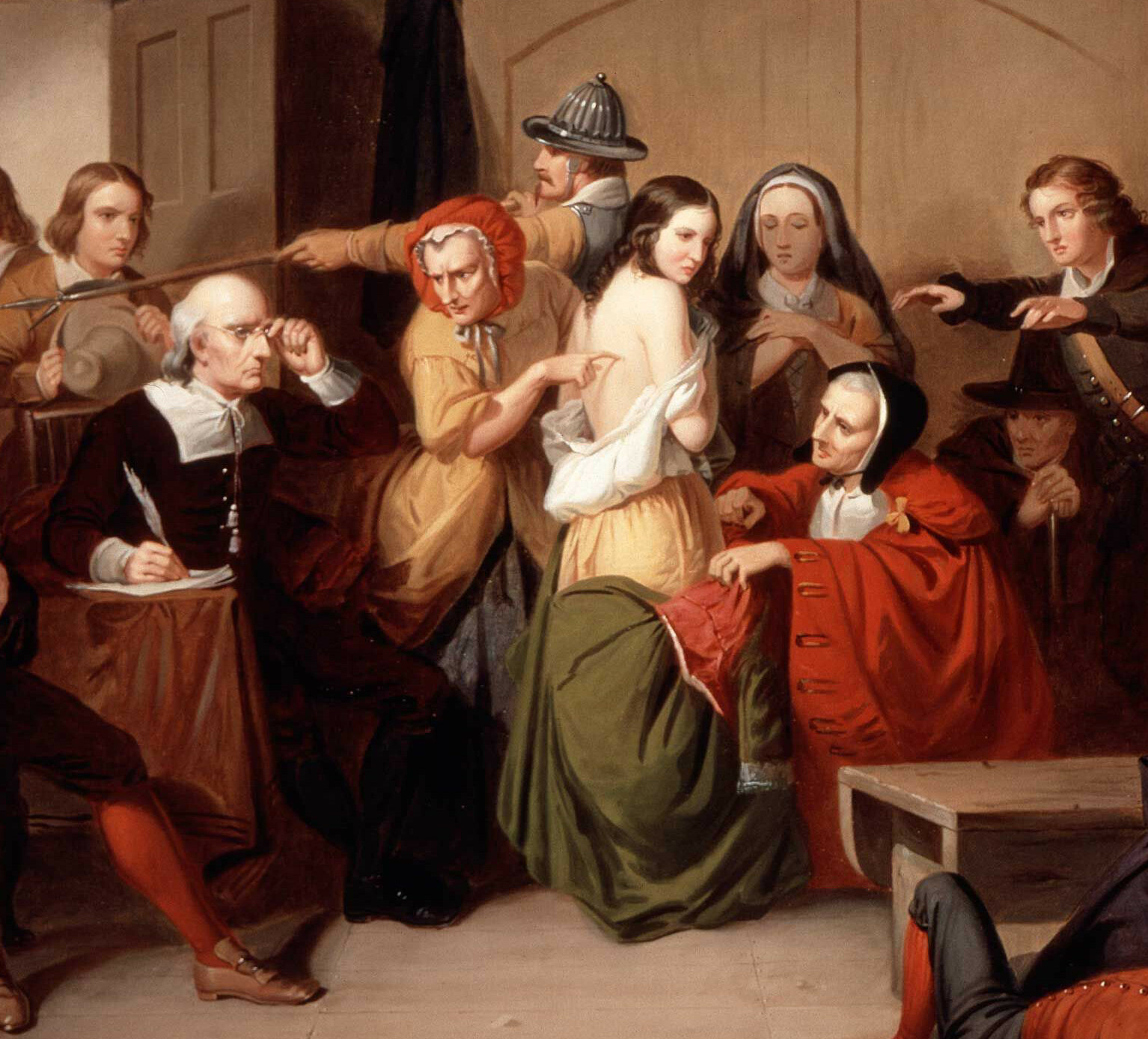
Detalle del cuadro Examen de una bruja de Tompkins Harrison Matteson (1853).

Una marca de bruja, marca del diablo o stigma diabolicum era una marca corporal que los cazadores de brujas creían que indicaba que un individuo era una bruja, durante el apogeo de los juicios por brujería. Las creencias sobre la marca variaban según el lugar del juicio y la acusación formulada contra la bruja. El uso del término se remonta al siglo XVI, alcanzando su punto álgido en 1645, y desapareciendo en 1700.
Se creía que la marca de la bruja o del diablo era la marca permanente que el diablo ponía en sus iniciados para sellar su obediencia y servicio a él. Se decía que creaba la marca pasando su garra sobre la carne, lamiendo la piel para producir un patrón de calavera o usando un hierro al rojo para producir una marca azul o roja. Se creía que el Diablo marcaba al individuo al final de los ritos de iniciación nocturnos.
La teta de la bruja era una protuberancia en alguna parte del cuerpo de la bruja, que a menudo presentaba una apariencia similar a una verruga.

## Creencias sobre la marca en las brujas
La teta de la bruja está asociada con la percepción de perversión del poder maternal por parte de las brujas en la Inglaterra moderna. La teta de la bruja se asocia con la alimentación de los duendes o familiares de las brujas; el familiar de la bruja supuestamente ayudaba a la bruja en su magia a cambio de alimento (sangre) de animales sacrificados o de la teta de la bruja. Es también el lugar donde supuestamente el diablo se amamanta cuando viene por la noche a acostar a sus fieles sirvientes, a veces impregnándolos con su semilla. Una vez concebido el mestizo diabólico, el cambión sólo podrá alimentarse de esta teta y de ninguna otra. El folclore sugiere que el séptimo día de la séptima semana de alimentación consecutiva de la teta, el cambión crecería inmediatamente hasta la edad adulta y comenzaría a causar estragos con una serie de poderes demoníacos heredados de su padre sobrenatural. Sin embargo, si el ritual se interrumpe durante el período de 49 días, el proceso debería reiniciarse de nuevo.
Se creía que todas las brujas y hechiceros tenían una marca de bruja esperando a ser encontrada. Una persona acusada de brujería era llevada a juicio y meticulosamente examinada.[cita requerida] Todo el cuerpo era sospechoso de ser un lienzo para una marca, indicador de un pacto con Satanás. Se creía comúnmente que las marcas de las brujas incluían lunares, verrugas, pezones supernumerarios y zonas insensibles de la piel. Los expertos, o inquisidores, creían firmemente que la marca de una bruja podía identificarse fácilmente a partir de una marca natural; a la luz de esta creencia, las protestas de las víctimas de que las marcas eran naturales a menudo eran ignoradas.

## Inquisidores medievales
En los juicios por brujería, las autoridades solían quitar a las acusadas su ropa y les afeitaban todo el vello corporal para que no pudiera quedar oculta ninguna marca. Les clavaban alfileres en cicatrices, callos y zonas engrosadas de la piel, práctica a la que se conocía como pinchazo de bruja. Habitualmente, esto se hacía frente a una gran multitud. Los inquisidores medievales también creían que el Diablo dejaba marcas invisibles en sus fieles. Si después de desnudarla y afeitarla no se encontraban imperfecciones visibles, simplemente se le clavaban alfileres en el cuerpo hasta encontrar una zona insensible. La búsqueda de marcas de brujas desapareció hacia 1700.
La violencia utilizada contra las acusadas de brujería para descubrir la marca de la bruja incluía la tortura: "Para intentar forzar una confesión, el sacerdote aplicó grasa caliente repetidamente a Catherine Boyraionne en los ojos, las axilas, la boca del estómago, los muslos, los codos y 'dans sa nature' (en su naturaleza, o sea vagina). Murió en prisión, sin duda a causa de las heridas".
Durante los juicios por brujería en la Europa moderna, se contrataban individuos para ayudar en el descubrimiento y condena de las brujas. Estos individuos se les llamaba "cazadores de brujas". Uno de los cazadores de brujas más famosos fue Matthew Hopkins (c. 1620-1647), quien afirmaba ser el "General Cazador de Brujas". Los escritos de Hopkins alcanzaron el apogeo de su popularidad durante la guerra civil inglesa (c. 1645) y contribuyeron al uso de la marca de la bruja como evidencia de culpabilidad. El expediente muestra que dos mujeres escocesas se disfrazaron de hombres, conocidos como "Sr. Dickson" y "Sr. Peterson", para poder convertirse también en cazadoras de brujas.

## Historiografía

### Teoría de los tatuajes paganos
En lo que respecta al estudio histórico de la marca de la bruja, los historiadores se dividen en diferentes bandos. El primer grupo, a veces llamado "Murrayistas", apoya la teoría de la marca de la bruja de la antropóloga británica Margaret Murray. La discusión histórica sobre la marca de la bruja comenzó después de la publicación de los libros de Murray sobre el tema: Witchcult in Western Europe y The God of the Witches a principios del siglo XX. Sus escritos sostienen firmemente que las marcas del Diablo eran en realidad tatuajes que identificaban a los miembros de una religión pagana organizada que, según ella, floreció en la Edad Media. Tras la publicación de su obra, la comunidad histórica se dividió entre eruditos murrayistas y no murrayistas: "Cuando la obra The Witch-Cult in Western Europe apareció en 1921, rompió este punto muerto; sí, dijo Murray, las brujas habían estado haciendo algo que la sociedad desaprobaba, pero de ninguna manera era sobrenatural; eran simplemente miembros de un movimiento clandestino que mantenía vivos en secreto los rituales paganos en la Europa cristiana". El trabajo de Murray fue ampliamente aceptado y fue considerada una experta en estudios de brujería tras su publicación. A Murray también se le atribuye el renovado interés por las religiones neopaganas y, más tarde, por la Wicca, que surgió después de la publicación de sus libros. Sin embargo, hoy día sus controvertidas ideas han sido rechazadas en gran medida por científicos y académicos debido a la falta de evidencia. 

### Desde una perspectiva feminista

#### Ana Barstow
Otro grupo afirma que la marca de la bruja es una cuestión de género de la caza de brujas. En el libro de Anne Barstow, Witchcraze: A New History of the European Witch Hunts, la marca de la bruja se ve desde una perspectiva feminista. Barstow ve la caza de brujas en Europa como un intento de controlar a las mujeres, y la marca de la bruja como una excusa para controlar los cuerpos de las mujeres a través de la violencia y el sadismo. La búsqueda de la marca de la bruja en los cuerpos de las mujeres da una idea de la realidad de la posición que la mujer vivía durante esta época: "cuando 'una mujer agradable y de buen aspecto' fue defendida por un miembro de la nobleza local, el acusador argumentó que, habiendo sido acusada, debía ser juzgada de todos modos". Barstow ha afirmado que la naturaleza violenta y sexual de los exámenes de las marcas de las brujas en los juicios de brujería es otra prueba de que las cacerías de brujas eran, en sí mismas, "cacerías de mujeres".[cita requerida]

#### Deborah Willis: La teoría del miedo al poder maternal
La profesora de literatura inglesa Deborah Willis, que escribe desde una perspectiva feminista, afirma que la caza de brujas fue resultado de un miedo social al poder maternal. Willis sostiene que todos los habitantes de la Europa moderna tenían miedos similares acerca de la crianza materna malévola, y que la teta de la bruja es un reflejo de ese temor. Willis afirmaba que la teta de la bruja es una perversión del poder femenino para nutrir y fortalecer a los infantes.

### Teoría de la enfermedad de Lyme
La marca de la bruja también influye en la teoría propuesta por MM Drymon de que la enfermedad de Lyme es un diagnóstico tanto para las brujas como para la aflicción por brujería, y descubrió que muchos de los afectados y acusados en Salem y otros lugares vivían en áreas con garrapatas, tenían una variedad de marcas rojas y erupciones que parecían marcas de picaduras en la piel y sufrían síntomas neurológicos y artríticos. La aparición de la marca de la bruja en Europa solo surgió tras el contacto colombino con el Nuevo Mundo en 1492 y pudo haber sido el resultado de la transferencia de una forma virulenta de infección por borrelia desde América a Europa, especialmente en áreas bajo el control del Imperio español, incluidas partes del valle del río Rin que ahora están en Alemania. Este tema es objeto de un trabajo en el estudio de la brujería. Esta teoría es una expansión de la idea propuesta por primera vez por Laurie Winn Carlson de que los hechizados en Salem sufrían de encefalitis. La enfermedad de Lyme es probablemente la única forma de encefalitis leve o aguda que se acompaña de una marca roja redonda o una erupción en forma de ojo de buey en la piel, que puede aparecer después de la adhesión de una garrapata.